# Андроид
Андро́ид (от греч. ἀνήρ, ανδρός — «человек, мужчина» и суффикса -oid — «подобие; человекоподобный, антропоморфный») — робот-гуманоид или синтетический организм, предназначенный для того, чтобы выглядеть и действовать наподобие человека. Такой робот может быть оснащён органами биологического происхождения, либо другими, не уступающими по функциональности и внешнему виду.
Как персонажи из научной фантастики андроиды играют ключевые роли во многих кинофильмах («Звёздные войны», «Гостья из будущего», «Чужие», «Терминатор», «Бегущий по лезвию», «Искусственный разум», «Ева: Искусственный разум», «Двухсотлетний человек», «Я — робот», «Из машины», «Пассажиры», «Нанолюбовь») и видеоиграх («Nier: Automata», «Detroit: Become Human», «Alien: Isolation»).

## Этимология
В некоторых русскоязычных источниках выдвигается гипотеза, что слово «андроид» произошло от имени Анри-Луи Жаке-Дро (1752—1791), сына и помощника создателя первых механических игрушек — Пьера Жаке-Дро. Однако французское имя Henri-Louis Jaquet-Droz (произносится как Анри-Луи Жаке-Дро) имеет мало общего со словом «androïde» (звучит примерно как «андрои́д», где «н» произносится в нос). К тому же слово «андроид» (англ. Androides) и его этимология приводятся в «Циклопедии» Эфрейма Чэймберса, изданной ещё в 1728 году. В языковых словарях данная версия[уточнить] происхождения термина также не поддерживается.
Слово «дроид» (робот из эпопеи «Звёздные войны») Джордж Лукас получил путём сокращения от «андроид».
С понятием андроида также соприкасается значение слова «киборг», переводимое как «кибернетический организм». Тут делают смысловой акцент на самом симбиозе биологических и электронно-механических систем.
В советской научной фантастике часто фигурирует слово «кибер», приблизительно соответствующее по смыслу слову «андроид».

## История
Создание первого андроида приписывается Альберту Кёльнскому. Значительную роль в популяризации термина сыграл французский писатель Филипп Огюст Матиас Вилье де Лиль-Адам, использовав его в своём романе «Будущая Ева» (фр. L'Ève future) для обозначения человекоподобного робота, описывая искусственную женщину Адали (Hadaly). Созданная Томасом Эдисоном Адали разговаривала с помощью фонографа, выдающего одну за другой классические цитаты.
Одним из первых человекообразных стал George американского изобретателя Тони Сейла (1949).
Многие роботы-гуманоиды, включая Atlas от американской Boston Dynamics (оборудован гидравлическими приводами), выполняют сальто назад и приземляются на обе ноги. Китайский Unitree H1 (конкурент для Tesla Optimus и Figure 01) стал первым человекоподобным роботом, который выполнил сальто назад без гидравлики, на электроприводе

## Роботы-гуманоиды
Существуют также роботы-гуманоиды, которые напоминают человеческое тело лишь частично (упрощённо). Таких роботов используют в образовательных и развлекательных целях, в медицине, для моделирования (стоят дешевле и конструктивно проще андроидов). Например, Nao, Alpha1, Промобот. Иногда к гуманоидам относят роботов, которые напоминают животных (например, AIBO).
Современные роботы-гуманоиды

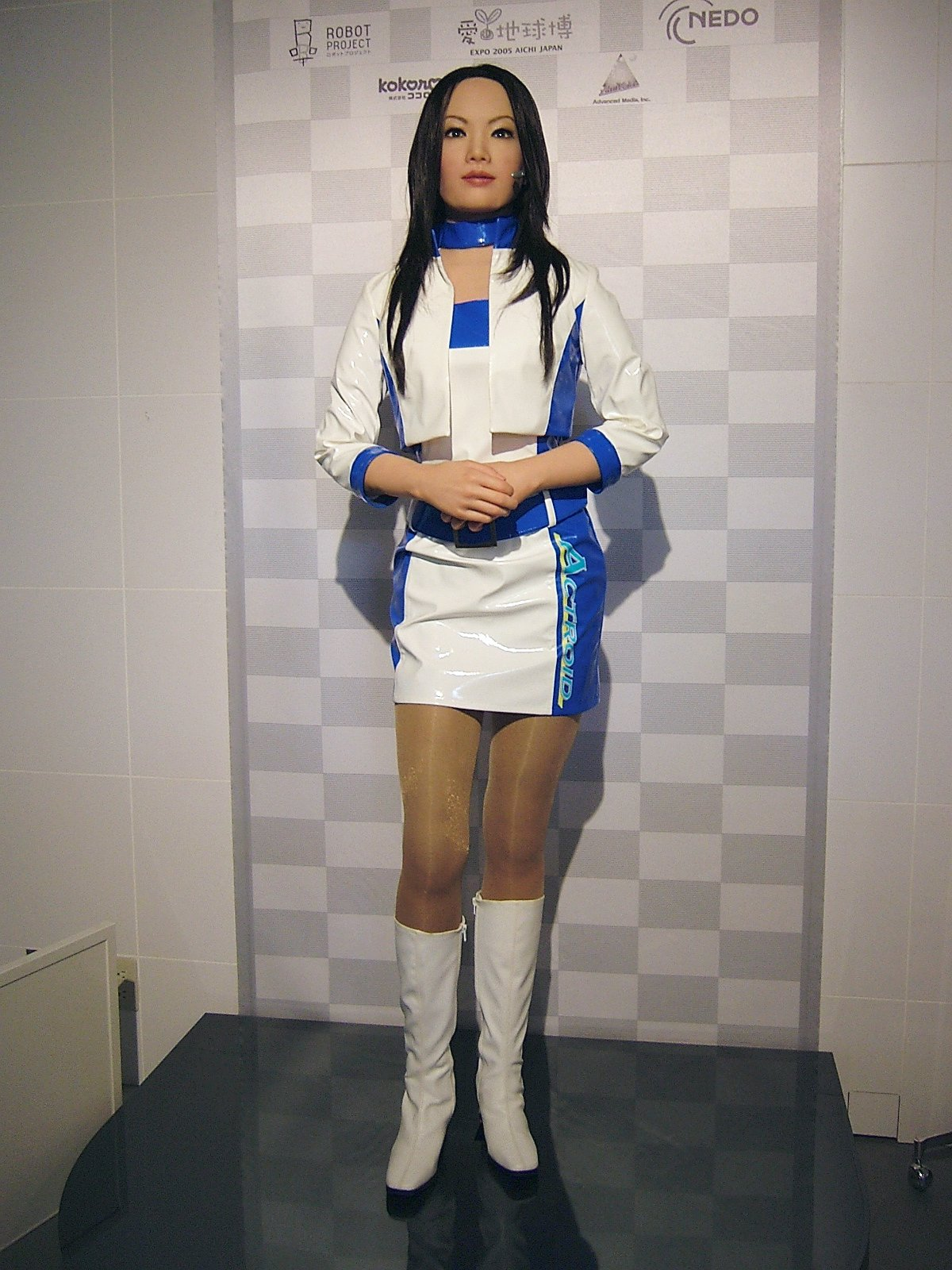
Гиноид «Актроид-DER 01», продемонстрированный Осакским университетом совместно с корпорацией Kokoro на выставке Экспо-2005 (Япония)

- TOPIO — андроид, разработанный для игры в настольный теннис в качестве противника человеку[5].
- Александр Пушкин — робот-двойник известного поэта, обладает управляемой мимикой, возможностями: генерацией речи, воспроизведением аудиофайлов, автоматической артикуляцией, слежением за объектом и лицом, режимом диалога и сценарной работы, определяет эмоции по лицу.
- Алиса Зеленоградова — российский робот-девушка, оснащена 17 мимическими и позиционными приводами для невербальной поддержки собеседника, разговаривает, распознает речь и лица.
- Ибн Сина — андроид, названный в честь древнего персидского философа и врача Ибн Сины. Один из самых продвинутых современных (2010 год) андроидов. Говорит на арабском языке. Способен самостоятельно найти своё место в самолёте, общаться с людьми. Распознаёт выражение лица говорящего и прибегает к соответствующей ситуации мимике. Его губы двигаются довольно монотонно, однако отмечается, что особенно хорошо у него получается поднимать брови и прищуривать глаза[6].
- Франк (Франкенштейн) — первый биоробот, созданный в 2011 году Бертольтом Мейером из Цюрихского университета[7].
- Aiko — гиноид с имитацией человеческих чувств: осязание, слух, речь, зрение[8].
- ASIMO — андроид, созданный корпорацией Хонда, в Центре Фундаментальных Технических Исследований Вако (Япония)[9].
- Betsy — зеленоградский антропоморфный робот поколения «B», наделена развитой артикуляцией, управляется под ОС «Xorde», с возможностью нейроуправления, её внешность — это собирательный образ обликов известных современных моделей.
- Einstein Robot — голова робота с внешностью Эйнштейна. Модель для тестирования и воспроизведения роботом человеческих эмоций[10].
- EveR-1 — робот, похожий на 20-летнюю кореянку, её рост — 1,6 метра, а вес — около 50 килограммов. Ожидается, что андроиды вроде EveR смогут служить гидами, выдавая информацию в универмагах и музеях, а также развлекать детей[11].
- HRP-4C — робот-девушка, предназначенная для демонстрации одежды. Рост робота составляет 158 см, а вес вместе с батареями — 43 кг. Что касается степеней свободы, их — 42, к примеру, в области бёдер и шеи их по 3, а в лице — 8, они дают возможность выражать эмоции[12].
- Repliee R-1 — человекоподобный робот с внешностью японской 5-летней девочки, предназначенный для ухода за пожилыми и недееспособными людьми[13].
- Repliee Q2 — робот-девушка под рабочим названием Repliee Q1expo был показан на международной выставке World Expo, проходившей в Айти (Aichi), Япония. На демонстрациях он исполнял роль телевизионного интервьюера, при этом постоянно взаимодействуя с людьми. В роботе были установлены всенаправленные камеры, микрофоны и датчики, которые позволяли Repliee Q2 без особых трудностей определять человеческую речь и жестикуляцию[14].
- София — первый человекоподобный робот, получивший гражданство.
- Аи-Да — первый в мире андроид-художник с женской внешностью, специально созданный для рисования картин. В дальнейшем некоторые картины робота продаются.
- Ameca — робот-гуманоид от британской компании Engineered Arts. В настоящее время самый продвинутый робот в плане подражания человеку.
- Atlas — робот-гуманоид от Boston Dynamics. В настоящее время самый продвинутый робот в плане возможностей.
- Tesla Bot — робот-гуманоид от Tesla Илона Маска. Работает на основе самообучающегося искусственного интеллекта, нейросетей и автопилота тесла. На него Tesla и Илон Маск возлагают большие надежды.

#### Андроиды в научной фантастике
Тему человекоподобных роботов поддерживали произведения, печатавшиеся в Pulp-журналах на рубеже 1890—1910 годов. В одних научно-фантастических произведениях андроиды описаны как имеющие человеческую внешность электромеханические роботы. В других произведениях авторы называли «андроидами» полностью органические, но искусственные создания. Существовало также и множество промежуточных значений.
Поскольку андроиды — это человекоподобные роботы, то часто, для увеличения сходства с человеком, в научной фантастике в конструкцию андроидов добавляют различные органические элементы (кожа, ткани, кровь).
Также во многих научно-фантастических произведениях андроидам стирают память, в результате чего они живут, не зная о своём истинном происхождении.